# Waitaki Boys' High School
Le Waitaki Boys' High School est un établissement d'enseignement secondaire pour garçons situé dans la partie nord de la ville d'Oamaru en Nouvelle-Zélande. Il possède des installations d'externat et d'internat.

## Histoire
Le Waitaki Boy's High School est un établissement d'enseignement secondaire pour garçons situé dans la ville d'Oamaru en Nouvelle-Zélande. L'idée de créer une école secondaire pour garçons à Oamaru est lancée par Samuel Shrimski, l'un des deux membres du parlement représentant l'électorat du district de Waitaki.
Fondé en 1883, l'école s'est agrandie en 1905 et 1912.
En 2024, il compte environ 450 élèves.

## Monument aux morts
En 1923, la première pierre d'un monuments aux morts est posée par le gouverneur général de Nouvelle-Zélande John Jellicoe et George VI, à l'époque duc d'York, l'inaugure en 1927,. De style néo-Tudor, il s'agit des plus grands mémorials de Nouvelle-Zélande. Il commémore les 119 étudiants néo-zélandais morts durant la Première Guerre mondiale.Le gouvernement néo-zélandais, à travers le Ministère de l'Éducation en récupère la propriété en 2023 et lance des travaux de rénovations.

## Recteurs
Voici la liste complète des recteurs du lycée pour garçons de Waitaki :
|    | Nom                    | Terme        |
| -- | ---------------------- | ------------ |
| 1  | John Harkness          | 1883–1896    |
| 2  | John Robert Don        | 1897–1906    |
| 3  | Frank Milner           | 1906–1944    |
| 4  | Jim Burrows            | 1945–1949    |
| 5  | Malcolm Leadbetter     | 1950–1960    |
| 6  | John Hammond Donaldson | 1961–1976    |
| 7  | Lois de Keith Albert   | 1976–1985    |
| 8  | Geoff Tait             | 1986–1988    |
| 9  | Benjamin Rory Gollop   | 1988–1998    |
| 10 | Paul Baker             | 1999–2011    |
| 11 | Paul Jackson           | 2012–2015    |
| 12 | Clive Rennie           | 2016         |
| 13 | Darryl Paterson        | 2017–présent |

## Anciens élèves notables
- Fraser Barron – pilote de bombardier pendant la Seconde Guerre mondiale
- Denis Blundell – avocat, gouverneur général
- Charles Brasch – poète
- Dylan Kennett – olympien et champion du monde de cyclisme sur piste
- Douglas Lilburn – professeur, compositeur